# Torii Tadaharu
Torii Tadaharu est un nom japonais traditionnel ; le nom de famille (ou le nom d'école), Torii, précède donc le prénom (ou le nom d'artiste).
Torii Tadaharu (鳥居 忠春, 1624-2 septembre 1663) est un daimyo du début de l'époque d'Edo à la tête du domaine de Takatō dans la province de Shinano (moderne préfecture de Nagano). Tadaharu est le troisième fils de Torii Tadamasa, seigneur du domaine de Yamagata. Comme son père décède avant qu'un successeur soit nommé parmi ses fils, les avoirs de la famille Torii sont confisqués. Toutefois, en raison des services distingués de son grand-père Torii Mototada, le nom de famille est restauré et Tadaharu désigné daimyo du domaine de Takatō avec un revenu de 32 000 koku.
Tadaharu est renommé pour sa sage gouvernance de Takatō. Cependant, son règne devient rapidement oppressif, surtout après qu'il a tué sept de ses principaux vassaux qui l'ont mis en garde. Nombre de paysans de Takatō s'enfuient dans le territoire contrôlé par le tenryō en 1654. En 1663, tandis qu'il sert au château d'Osaka, Tadaharu est assassiné par son médecin, Matsui Jukaku.
La position de chef de famille est transmise à Tadanori, fils ainé de Tadaharu.

## Source de la traduction
- (en) Cet article est partiellement ou en totalité issu de l’article de Wikipédia en anglais intitulé « Torii Tadaharu » (voir la liste des auteurs).